# Grand Prix Południowej Afryki 1970
Grand Prix Południowej Afryki 1970 (oryg. South African Grand Prix) – pierwsza runda Mistrzostw Świata Formuły 1 w sezonie 1970, która odbyła się 7 marca 1970, po raz czwarty na torze Kyalami.
16. Grand Prix Południowej Afryki, siódme zaliczane do Mistrzostw Świata Formuły 1.

## Lista startowa
| Nr | Kierowca             | Zespół                      | Samochód      | Silnik          | Opony |
| -- | -------------------- | --------------------------- | ------------- | --------------- | ----- |
| 1  | Jackie Stewart       | Tyrrell Racing Organisation | March 701     | Ford DFV 3.0 V8 | D     |
| 2  | Johnny Servoz-Gavin  | Tyrrell Racing Organisation | March 701     | Ford DFV 3.0 V8 | D     |
| 3  | Jean-Pierre Beltoise | Equipe Matra Elf            | Matra MS120   | Matra 3.0 V12   | G     |
| 4  | Henri Pescarolo      | Equipe Matra Elf            | Matra MS120   | Matra 3.0 V12   | G     |
| 5  | Bruce McLaren        | Bruce McLaren Motor Racing  | McLaren M14A  | Ford DFV 3.0 V8 | G     |
| 6  | Denny Hulme          | Bruce McLaren Motor Racing  | McLaren M14A  | Ford DFV 3.0 V8 | G     |
| 7  | John Surtees         | Team Surtees                | McLaren M7C   | Ford DFV 3.0 V8 | F     |
| 8  | Mario Andretti       | STP Corporation             | March 701     | Ford DFV 3.0 V8 | F     |
| 9  | Jochen Rindt         | Gold Leaf Team Lotus        | Lotus 49C     | Ford DFV 3.0 V8 | F     |
| 10 | John Miles           | Gold Leaf Team Lotus        | Lotus 49C     | Ford DFV 3.0 V8 | F     |
| 11 | Graham Hill          | Rob Walker Racing Team      | Lotus 49C     | Ford DFV 3.0 V8 | F     |
| 12 | Jack Brabham         | Brabham Racing Organisation | Brabham BT33  | Ford DFV 3.0 V8 | G     |
| 14 | Rolf Stommelen       | Auto Motor Und Sport        | Brabham BT33  | Ford DFV 3.0 V8 | G     |
| 15 | Chris Amon           | March Engineering           | March 701     | Ford DFV 3.0 V8 | F     |
| 16 | Jo Siffert           | March Engineering           | March 701     | Ford DFV 3.0 V8 | F     |
| 17 | Jacky Ickx           | Scuderia Ferrari            | Ferrari 312B  | Ferrari 3.0 B12 | F     |
| 19 | Jackie Oliver        | Owen Racing Organisation    | BRM P153      | BRM 3.0 V12     | D     |
| 20 | Pedro Rodríguez      | Owen Racing Organisation    | BRM P153      | BRM 3.0 V12     | D     |
| 21 | George Eaton         | Owen Racing Organisation    | BRM P139      | BRM 3.0 V12     | F     |
| 22 | Piers Courage        | Frank Williams Racing Cars  | De Tomaso 505 | Ford DFV 3.0 V8 | D     |
| 23 | John Love            | Team Gunston                | Lotus 49      | Ford DFV 3.0 V8 | D     |
| 24 | Peter de Klerk       | Team Gunston                | Brabham BT26A | Ford DFV 3.0 V8 | G     |
| 25 | Dave Charlton        | Scuderia Scribante          | Lotus 49C     | Ford DFV 3.0 V8 | F     |
| Nr | Kierowca             | Zespół                      | Samochód      | Silnik          | Opony |

## Wyniki

### Kwalifikacje
| P  | Nr | Kierowca             | Konstruktor(-silnik) | Opony | Czas     | Odstęp   | Strata   |
| -- | -- | -------------------- | -------------------- | ----- | -------- | -------- | -------- |
| 1  | 1  | Jackie Stewart       | March-Ford           | D     | 1:19,300 | -        | -        |
| 2  | 15 | Chris Amon           | March-Ford           | F     | 1:19,300 | 0:00,000 | 0:00,000 |
| 3  | 12 | Jack Brabham         | Brabham-Ford         | G     | 1:19,600 | 0:00,300 | 0:00,300 |
| 4  | 9  | Jochen Rindt         | Lotus-Ford           | F     | 1:19,900 | 0:00,300 | 0:00,600 |
| 5  | 17 | Jacky Ickx           | Ferrari              | F     | 1:20,000 | 0:00,100 | 0:00,700 |
| 6  | 6  | Denny Hulme          | McLaren-Ford         | G     | 1:20,100 | 0:00,100 | 0:00,800 |
| 7  | 7  | John Surtees         | McLaren-Ford         | F     | 1:20,200 | 0:00,100 | 0:00,900 |
| 8  | 3  | Jean-Pierre Beltoise | Matra                | G     | 1:20,200 | 0:00,000 | 0:00,900 |
| 9  | 16 | Jo Siffert           | March-Ford           | F     | 1:20,200 | 0:00,000 | 0:00,900 |
| 10 | 5  | Bruce McLaren        | McLaren-Ford         | G     | 1:20,300 | 0:00,100 | 0:01,000 |
| 11 | 8  | Mario Andretti       | March-Ford           | F     | 1:20,500 | 0:00,200 | 0:01,200 |
| 12 | 19 | Jackie Oliver        | BRM                  | D     | 1:20,900 | 0:00,400 | 0:01,600 |
| 13 | 25 | Dave Charlton        | Lotus-Ford           | F     | 1:20,900 | 0:00,000 | 0:01,600 |
| 14 | 10 | John Miles           | Lotus-Ford           | F     | 1:21,000 | 0:00,100 | 0:01,700 |
| 15 | 14 | Rolf Stommelen       | Brabham-Ford         | G     | 1:21,200 | 0:00,200 | 0:01,900 |
| 16 | 20 | Pedro Rodríguez      | BRM                  | D     | 1:21,300 | 0:00,100 | 0:02,000 |
| 17 | 2  | Johnny Servoz-Gavin  | March-Ford           | D     | 1:21,400 | 0:00,100 | 0:02,100 |
| 18 | 4  | Henri Pescarolo      | Matra                | G     | 1:21,500 | 0:00,100 | 0:02,200 |
| 19 | 11 | Graham Hill          | Lotus-Ford           | F     | 1:21,600 | 0:00,100 | 0:02,300 |
| 20 | 22 | Piers Courage        | De Tomaso-Ford       | D     | 1:22,000 | 0:00,400 | 0:02,700 |
| 21 | 24 | Peter de Klerk       | Brabham-Ford         | G     | 1:22,700 | 0:00,700 | 0:03,400 |
| 22 | 23 | John Love            | Lotus-Ford           | D     | 1:23,100 | 0:00,400 | 0:03,800 |
| 23 | 21 | George Eaton         | BRM                  | F     | 1:24,400 | 0:01,300 | 0:05,100 |
| P  | Nr | Kierowca             | Konstruktor(-silnik) | Opony | Czas     | Odstęp   | Strata   |

### Wyścig
| P                 | Nr | Kierowca | Konstruktor          | Opony          | Okr. | Czas / Strata | Komentarz              |                 |
| ----------------- | -- | -------- | -------------------- | -------------- | ---- | ------------- | ---------------------- | --------------- |
| 1                 |    | 12       | Jack Brabham         | Brabham-Ford   | G    | 80            | 1h49m34s600            |                 |
| 2                 |    | 6        | Denny Hulme          | McLaren-Ford   | G    | 80            | 1h49m42s700(+0:08,100) |                 |
| 3                 |    | 1        | Jackie Stewart       | March-Ford     | D    | 80            | 1h49m51s700(+0:17,100) |                 |
| 4                 |    | 3        | Jean-Pierre Beltoise | Matra          | G    | 80            | 1h50m47s700(+1:13,100) |                 |
| 5                 |    | 10       | John Miles           | Lotus-Ford     | F    | 79            | - 1 okr.               |                 |
| 6                 |    | 11       | Graham Hill          | Lotus-Ford     | F    | 79            | - 1 okr.               |                 |
| 7                 |    | 4        | Henri Pescarolo      | Matra          | G    | 78            | - 2 okr.               |                 |
| 8                 |    | 23       | John Love            | Lotus-Ford     | D    | 78            | - 2 okr.               |                 |
| 9                 |    | 20       | Pedro Rodríguez      | BRM            | D    | 76            | - 4 okr.               |                 |
| 10                |    | 16       | Jo Siffert           | March-Ford     | F    | 75            | - 5 okr.               |                 |
| 11                |    | 24       | Peter de Klerk       | Brabham-Ford   | G    | 75            | - 5 okr.               | pęknięta opona  |
| 12                |    | 25       | Dave Charlton        | Lotus-Ford     | F    | 73            | - 7 okr.               | pęknięta opona  |
| 13                |    | 9        | Jochen Rindt         | Lotus-Ford     | F    | 72            | - 8 okr.               | silnik          |
| Niesklasyfikowani |    |          |                      |                |      |               |                        |                 |
|                   |    | 17       | Jacky Ickx           | Ferrari        | F    | 60            | - 20 okr.              | silnik          |
|                   |    | 7        | John Surtees         | McLaren-Ford   | F    | 60            | - 20 okr.              | silnik          |
|                   |    | 21       | George Eaton         | BRM            | F    | 58            | - 22 okr.              | silnik          |
|                   |    | 2        | Johnny Servoz-Gavin  | March-Ford     | D    | 57            | - 23 okr.              | silnik          |
|                   |    | 22       | Piers Courage        | De Tomaso-Ford | D    | 39            | - 41 okr.              | wypadek         |
|                   |    | 5        | Bruce McLaren        | McLaren-Ford   | G    | 39            | - 41 okr.              | silnik          |
|                   |    | 8        | Mario Andretti       | March-Ford     | F    | 26            | - 54 okr.              | przegrzanie     |
|                   |    | 14       | Rolf Stommelen       | Brabham-Ford   | G    | 23            | - 57 okr.              | silnik          |
|                   |    | 19       | Jackie Oliver        | BRM            | D    | 22            | - 58 okr.              | skrzynia biegów |
|                   |    | 15       | Chris Amon           | March-Ford     | F    | 14            | - 66 okr.              | przegrzanie     |
| P                 | Nr | Kierowca | Konstruktor          | Opony          | Okr. | Czas / Strata | Komentarz              |                 |

### Najszybsze okrążenie
| Nr | Kierowca     | Konstruktor  | Opony | Czas     | Okr. |
| -- | ------------ | ------------ | ----- | -------- | ---- |
| 7  | John Surtees | McLaren-Ford | F     | 1:20,800 | 6    |

| Nr | Kierowca     | Konstruktor  | Opony | Czas     | Okr. |
| -- | ------------ | ------------ | ----- | -------- | ---- |
| 12 | Jack Brabham | Brabham-Ford | G     | 1:20,800 | 71   |